# Blåmejse
Blåmejsen (Cyanistes caeruleus) er en fugleart i familien mejser (Paridae), der er udbredt i det meste af Europa og meget almindelig i Danmark. Den lille mejse er let kendelig på sin blå og gule fjerdragt.

## Udseende og kendetegn
Blåmejsen er med en kropslængde på cirka 11,5 centimeter noget mindre end musvitten. Det karakteristiske lyseblå parti i nakken og over issen samt den sorte stribe gennem øjet gør, at der ingen forvekslingsmuligheder er, da ingen anden dansk sangfugl ligner blåmejsen. Det mørkebrune næb er kort sammenlignet med beslægtede arter. Iris er brun, fødderne mørkegrå og kløerne grå.

## Forekomst
Blåmejsens foretrukne levested er løvfældende skove og blandingsskove. Derimod møder man den sjældent i nåleskove. Den er ligeledes almindelig i parker, haver og krat. Har man foderbræt i sin have, vil blåmejsen være en af de flittigste gæster året rundt.
Ud over i Europa er blåmejsen udbredt i visse tilstødende områder i Asien, Nordafrika og på de Kanariske Øer. Bestanden på de Kanariske Øer betragtes dog ofte som en selvstændig art, kanarisk blåmejse (Cyanistes teneriffae).

## Føde
Blåmejsens foretrukne føde om sommeren er hovedsageligt insekter (især deres larver) og edderkopper. Uden for yngletiden øges betydningen af frø og anden plantebaseret kost f.eks. fra bøge- og birketræer. Under fourageringen udnytter blåmejsen sine akrobatiske færdigheder og evne til at kunne klamre sig til de yderste grene, ofte hængende på hovedet, på jagt efter mad.
På foderbrættet tager den mest fedt og nødder. Den kan ikke klare store frø, fordi dens næb er for spinkelt og tyndt. Blåmejsen hamstrer ligesom musvitten ikke, hvilket ellers ses hos de fleste andre mejser.

## Ynglebiologi
Blåmejsen bygger oftest rede i hule træer, men kan også yngle i redekasser. Her lægges normalt 6-12 æg, sjældent op til 16. Ungerne fodres af begge forældrefugle med små insektlarver. Ungerne er store nok til at forlade reden efter cirka 18 dage. Artens primære konkurrent til redested og føde er den noget større musvit.
I nærheden af reden kan blåmejsen optræde særdeles aggressivt. Rækker man hånden hen til en rugende fugl, puster den sig op og hugger ud efter fingeren.

### Redekasse
Mange af de fugle, der yngler i huller, har svært ved at finde egnede steder at yngle. Det skyldes især, at mange skove drives intensivt, så gamle og syge træer fældes og fjernes. Dermed forsvinder de naturlige huller og sprækker, som unge træer og buske mangler.
Man kan afhjælpe fuglenes "bolignød" ved at købe eller bygge en redekasse efter følgende dimensioner.
| Art      | Kassens højde fra lågets underkant til kassens underkant (cm) | Dybde fra flyvehullets nedre kant til kassens underkant (cm) | Bundens indvendige min. mål bredde x dybde (cm) | Flyvehullets diameter (cm) | Kassens min. højde over jorden (m) |
| -------- | ------------------------------------------------------------- | ------------------------------------------------------------ | ----------------------------------------------- | -------------------------- | ---------------------------------- |
| Blåmejse | 30                                                            | 22                                                           | 10x15 (evt. 10x10)                              | 2,8                        | 1,5                                |